# Sommer-Paralympics 1988/7er-Fußball
Bei den Sommer-Paralympics 1988 in Seoul wurde in einem Wettbewerb 7er-Fußball Medaillen vergeben.

## Qualifikation

### Qualifizierte Mannschaften
Insgesamt hatten sich fünf Mannschaften bei den Männern für die Paralympics qualifiziert:
| Kontinent    | Anzahl | Teilnehmer                 |
| ------------ | ------ | -------------------------- |
| Gastgeber    | 1      | Südkorea                   |
| aus Ozeanien | 1      | Australien                 |
| aus Europa   | 3      | Belgien Irland Niederlande |

### Kader
Die Kader der einzelnen Mannschaften sahen wie folgt aus:

## Spielmodus
Die Mannschaften spielten alle in einer Gruppe, in der jeder gegen jeden spielte. Die abschließenden Tabellenplätze entsprachen dem Medaillenrängen.

## Finalrunde
| Pl. | Land        | Sp. | S | U | N | Tore    | Diff. | Punkte |
| --- | ----------- | --- | - | - | - | ------- | ----- | ------ |
| 1.  | Niederlande | 4   | 4 | 0 | 0 | 031:200 | +29   | 12     |
| 2.  | Belgien     | 4   | 3 | 0 | 1 | 011:500 | +6    | 09     |
| 3.  | Irland      | 4   | 2 | 0 | 2 | 010:500 | +5    | 06     |
| 4.  | Südkorea    | 4   | 1 | 0 | 3 | 005:150 | −10   | 03     |
| 5.  | Australien  | 4   | 0 | 0 | 4 | 003:330 | −30   | 0      |

| Rang | Nation      | Niederlande | Belgien | Irland | Südkorea | Australien |
| ---- | ----------- | ----------- | ------- | ------ | -------- | ---------- |
| 1    | Niederlande |             | 4:0     | 3:0    | 6:1      | 18:1       |
| 2    | Belgien     | 0:4         |         | 1:0    | 4:0      | 6:1        |
| 3    | Irland      | 0:3         | 0:1     |        | 5:0      | 5:1        |
| 4    | Südkorea    | 1:6         | 0:4     | 0:5    |          | 4:0        |
| 5    | Australien  | 1:18        | 1:6     | 1:5    | 0:4      |            |

## Medaillengewinner
| Gold Niederlande | Carlo Dengerink, Rudi Dijkstra, Henk Donkers, Peter Guntlisbergen, Paul Heersink, Wilfred Hennink, Arno de Jong, Hans Karmiggelt, Chris Reinds, Barend Verbeek, Jaap de Vries |
| Silber Belgien   | Mario de Baene, Gerard Himpe, Frank Keteleer, Marc Lorent, Marcel van Meir, Dirk Musschoot, Hugo van Overmeire, Geert Proot, Nick Rondelez, John Wyns                         |
| Bronze Irland    | Peter Alexander, Alan Ball, Paul Cassin, Carlos Keating, Patrick Kelly, James Leisk, Danny McCarthy, John McGuinness, David McNally, Anthony Nolan, Sean Plummer              |

## Abschlussplatzierung
| Platz | Land        |
| ----- | ----------- |
| 01    | Niederlande |
| 02    | Belgien     |
| 03    | Irland      |
| 04    | Südkorea    |
| 05    | Australien  |